# Фройденталь
Фройденталь (нем. Freudental, алем. нем. Fraededaal) — коммуна в Германии, в земле Баден-Вюртемберг.
Подчиняется административному округу Штутгарт. Входит в состав района Людвигсбург. Население составляет 2430 человек (на 31 декабря 2010 года). Занимает площадь 3,07 км².